# Ringo (Comic)
Ringo ist ein von William Vance im realistischen Stil gezeichneter frankobelgischer Comic.

## Handlung
Ray Ringo erhält von Wells Fargo den Auftrag, Postkutschen vor Indianern und Banditen zu schützen und sicher ans Ziel zu bringen.

## Hintergrund
William Vance zeichnete die Westernreihe und schrieb die erste und die letzte Geschichte. Weitere Texter waren Jacques Acar, Yves Duval und André-Paul Duchâteau. Die Serie erschien zwischen 1965 und 1966 in der belgischen und französischen Ausgabe von Tintin. Die übrigen Episoden kamen in Tintin Sélection heraus. Lombard begann 1967 die Albenausgabe in der Reihe Jeune Europe und gab 2004 die vollständige Gesamtausgabe in der Reihe Tout Vance heraus. Die deutsche Erstveröffentlichung stammte von MV Comix als Ray Ringo. Weitere Geschichten folgten im alten Zack und in der Zack Parade unter dem Namen Hondo. Feest veröffentlichte zwei Alben. Splitter publizierte 2021 eine Gesamtausgabe.

## Alben
- Der lange Weg nach Santa Fe (1/1967)
- Der Schwur von Gettysburg (2/1968)
- Tod im Blizzard (3/1978)
- La Porte du diable (4/2025)